# Gare de Modane
La gare de Modane est une gare ferroviaire française, terminus de la ligne de Culoz à Modane (frontière) — surnommée ligne de la Maurienne, située sur le territoire de la commune de Modane, dans le département de la Savoie, en région Auvergne-Rhône-Alpes. C'est la dernière gare de la ligne, avant la frontière entre la France et l'Italie (située dans le tunnel du Fréjus), et son prolongement par la ligne du Fréjus.
La gare internationale de Modane est mise en service en 1871 par la Compagnie des chemins de fer de Paris à Lyon et à la Méditerranée (PLM), lors de l'inauguration du tunnel du Fréjus.
C'est une gare de la Société nationale des chemins de fer français (SNCF), desservie par des TGV inOui, le Frecciarossa et des trains régionaux du réseau TER Auvergne-Rhône-Alpes. C'est également une gare desservie par des trains de marchandises.

## Situation ferroviaire

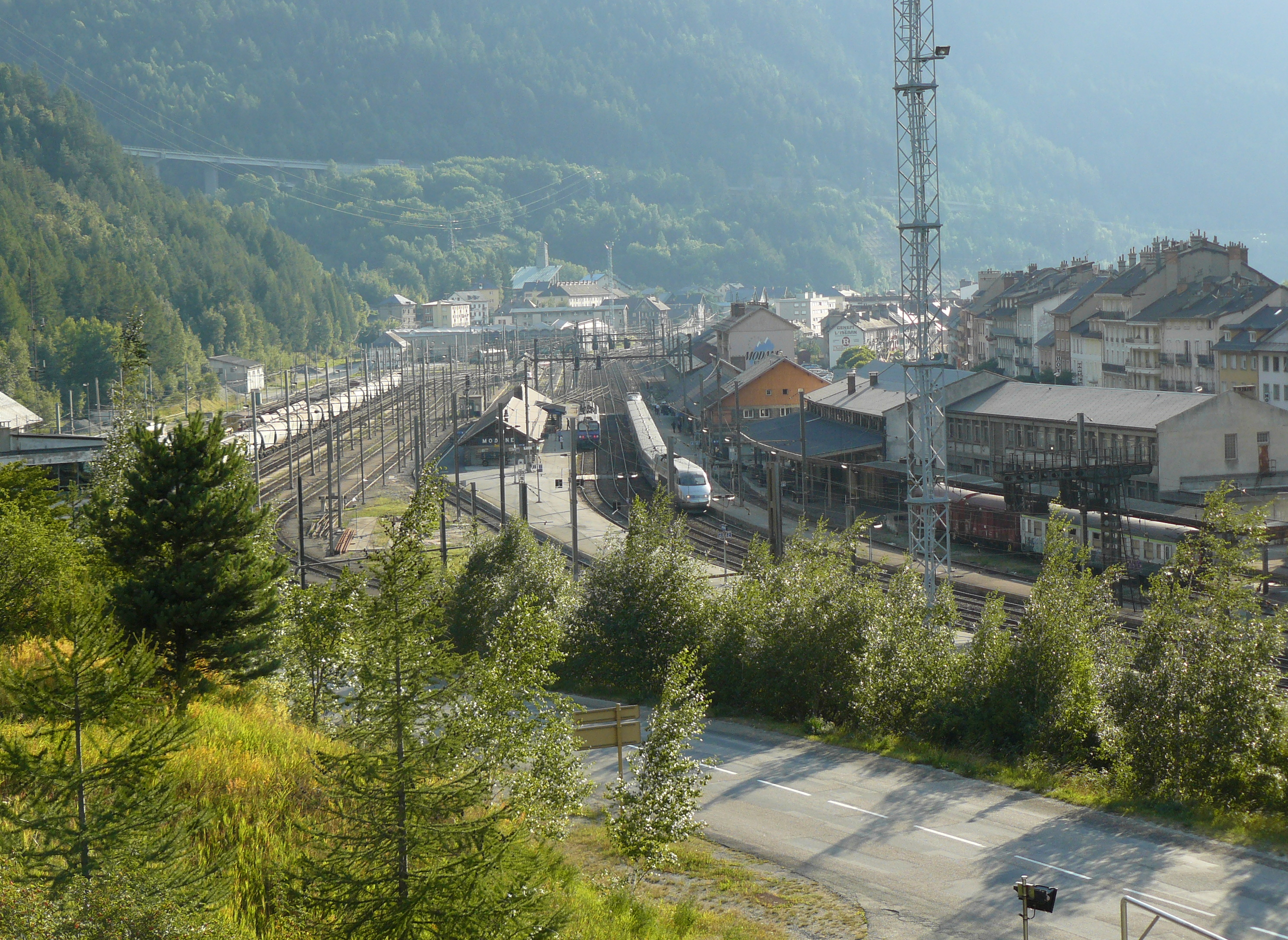
Vue d'ensemble de la gare.

Établie à 1 057 mètres d'altitude, la gare frontière de Modane est située au point kilométrique (PK) 235,955 de la ligne de Culoz à Modane (frontière), après la gare ouverte de Saint-Michel - Valloire. La frontière entre la France et l'Italie est au centre du tunnel du Fréjus (PK 247,316) point d'embranchement avec la ligne italienne de Turin à Bardonecchia (frontière).

## Histoire
La gare internationale de Modane est mise en service le 17 septembre 1871 par la Compagnie des chemins de fer de Paris à Lyon et à la Méditerranée lors de l'inauguration du tunnel du Fréjus et l'arrivée du train inaugural en provenance de Turin. Sur le quai les personnalités françaises, notamment le ministre des Travaux publics Victor Lefranc et Ferdinand de Lesseps, accueillent les officiels italiens. Tous reprirent le train pour se rendre au banquet officiel en gare de Bardonnèche.
Le 16 octobre 1871 a lieu la circulation d'un premier train direct de Paris à Rome. La gare dispose de plusieurs bâtiments et d'une marquise recouvrant les quais et les voies. On y trouve d'un côté les bureaux français de la compagnie PLM et des douanes et de l'autre côté ceux des administrations italiennes. Le site de la gare comporte également les dépôts des locomotives des deux pays permettant le changement des locomotives en tête des trains.

## Service des voyageurs

### Accueil
Gare SNCF, elle dispose d'un bâtiment voyageurs ouvert tous les jours, avec guichet ouvert du lundi au vendredi. Elle est notamment équipée : d'automates pour l'achat de titres de transport, d'une salle d'attente et de distributeurs de boissons. Des aménagements, équipements et services sont à la disposition des personnes à la mobilité réduite.

### Desserte

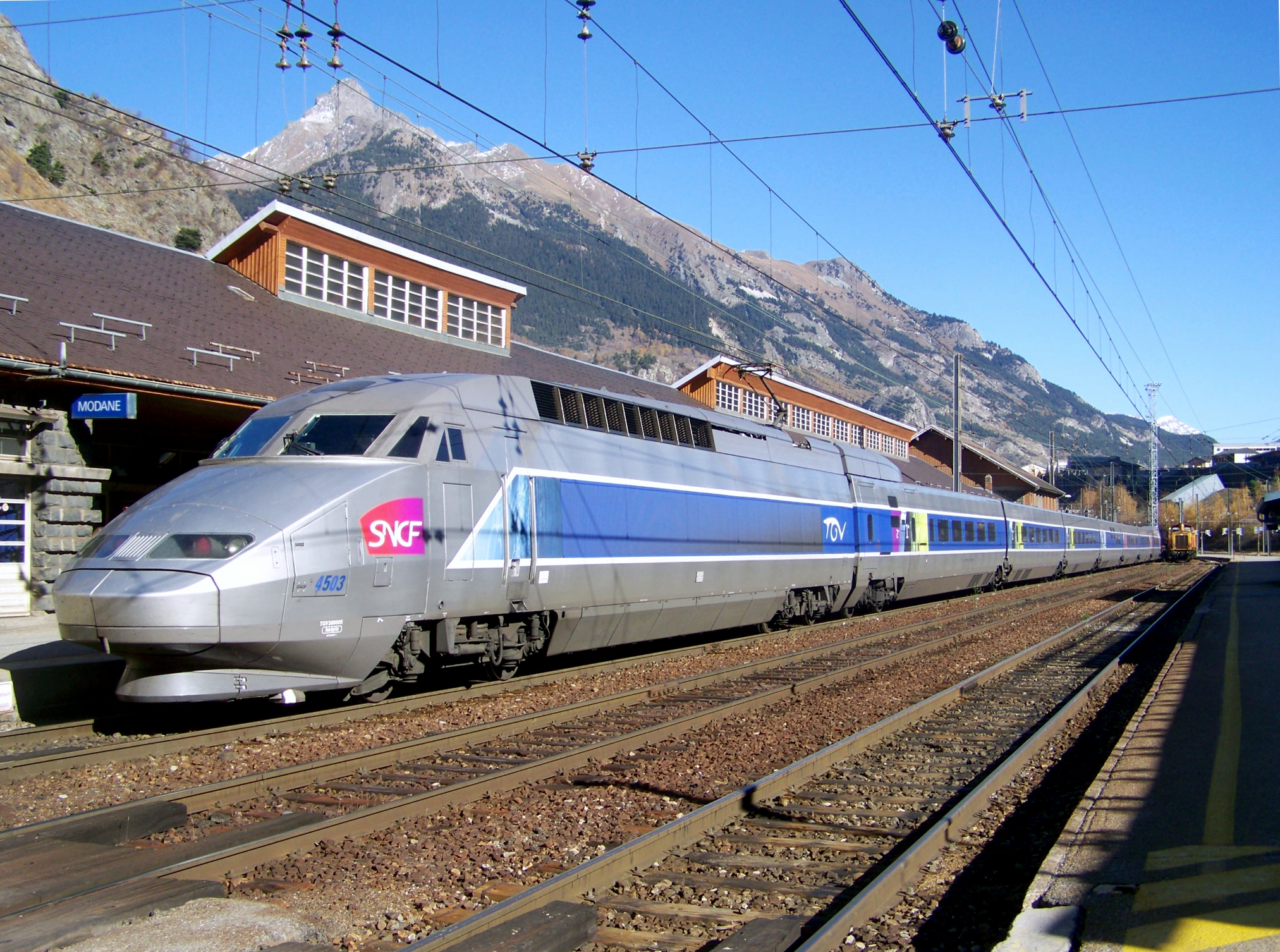
Un TGV, en provenance de Paris, sur la voie A.

Modane cumule trois fonctions totalement différentes : la desserte locale de Modane et des communes environnantes, par les trains du réseau régional TER Auvergne-Rhône-Alpes, complétés par le service « TGV France-Italie » (concurrencé, à partir du 18 décembre 2021, par une liaison Frecciarossa lancée par Trenitalia France,) ; la desserte saisonnière (assurée notamment par des TGV issus de Paris ou diverses villes de province) des stations de ski environnantes, dont notamment La Norma, Valfréjus, Aussois, Val-Cenis et Bonneval-sur-Arc ; les échanges en tant que gare frontière.
Le trafic en provenance d'Italie, interrompu depuis 2002, a repris fin 2017 à raison de 7 allers-retours par jour entre Modane et Turin, uniquement le week-end,.
L'exiguïté relative du site a poussé la SNCF (et les FS) à éloigner certaines opérations, par exemple à Saint-Jean-de-Maurienne, voire au-delà[Lesquelles ?]. La simplification des procédures liées à l'ouverture des frontières et l'utilisation de locomotives polycourant sont des facteurs qui contribuent encore plus à faire régresser cette fonction de la gare de Modane[réf. nécessaire].
Un éboulement en vallée de la Maurienne fin août 2023 entraîne la fermeture de la gare. Les travaux de remise en état de la voie sont estimés à un an.

### Intermodalité

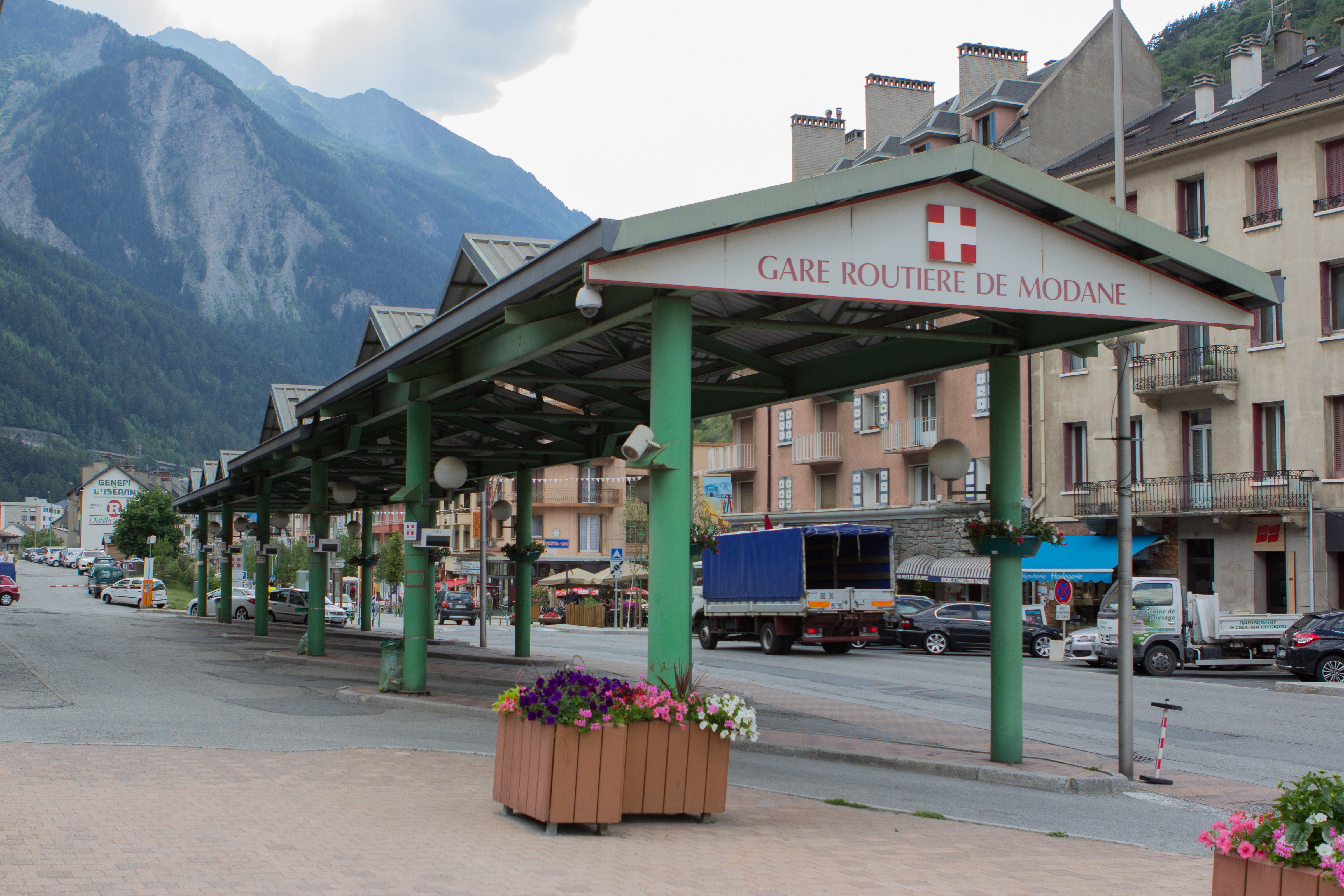
Vue de la gare routière, à proximité du bâtiment voyageurs.

Un parc pour les vélos et un parking sont aménagés aux abords de la gare. Elle est desservie par des cars TER Auvergne-Rhône-Alpes (lignes : Chambéry - Challes-les-Eaux à Modane ; Saint-Pierre-d'Albigny à Modane). La gare routière, située à côté de la gare ferroviaire, permet des correspondances avec les cars du réseau Altibus qui effectuent des navettes avec les stations de ski de : Bonneval-sur-Arc, Aussois, La Norma, Valfréjus, Termignon, Val Cenis Vanoise, Bessans et Bramans.

## Service du fret
Modane est une gare ouverte au service du fret, par train massif.

## Galerie de photographies

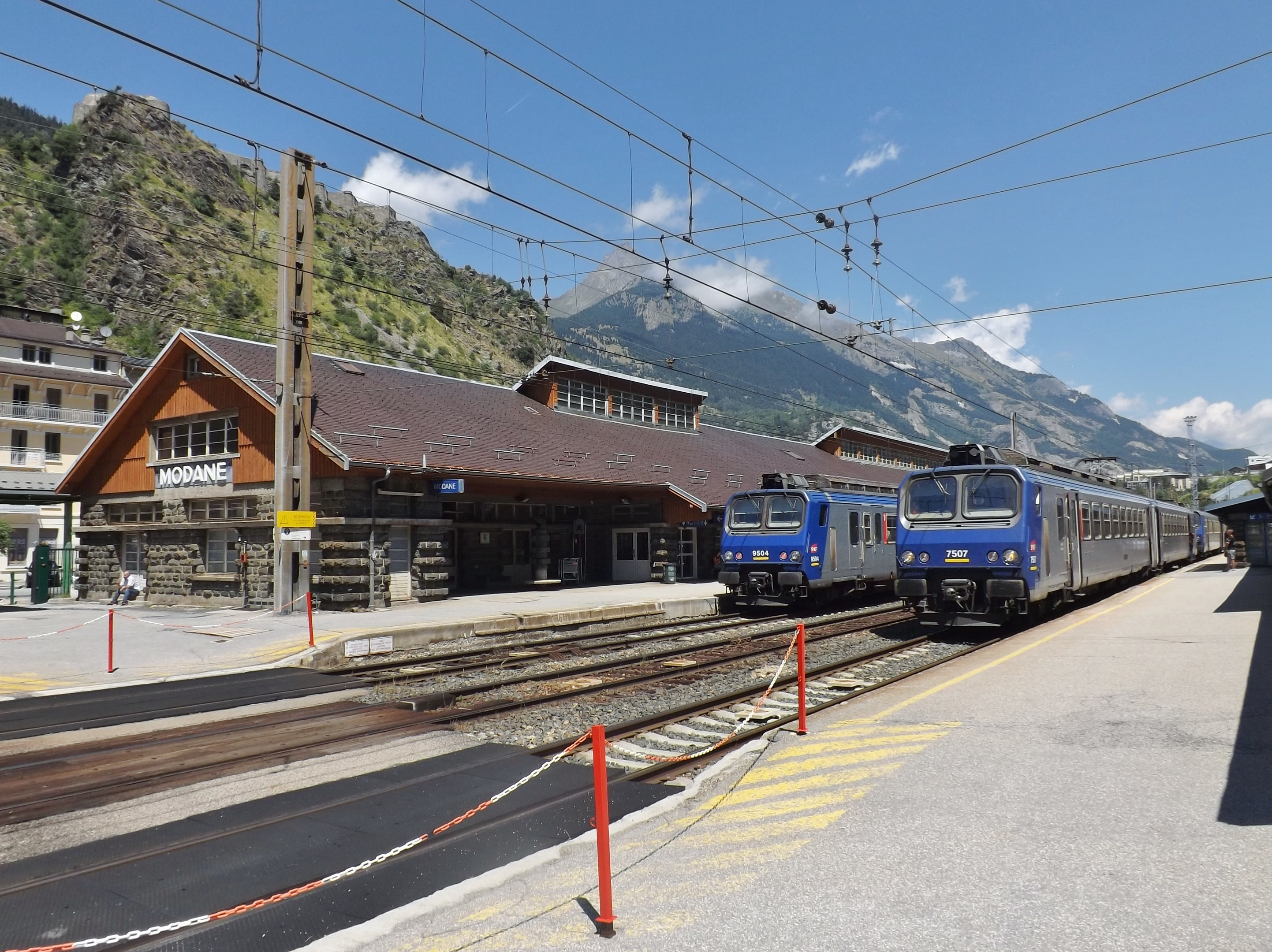
Vue d'ensemble du bâtiment voyageurs, depuis le quai de la voie B.
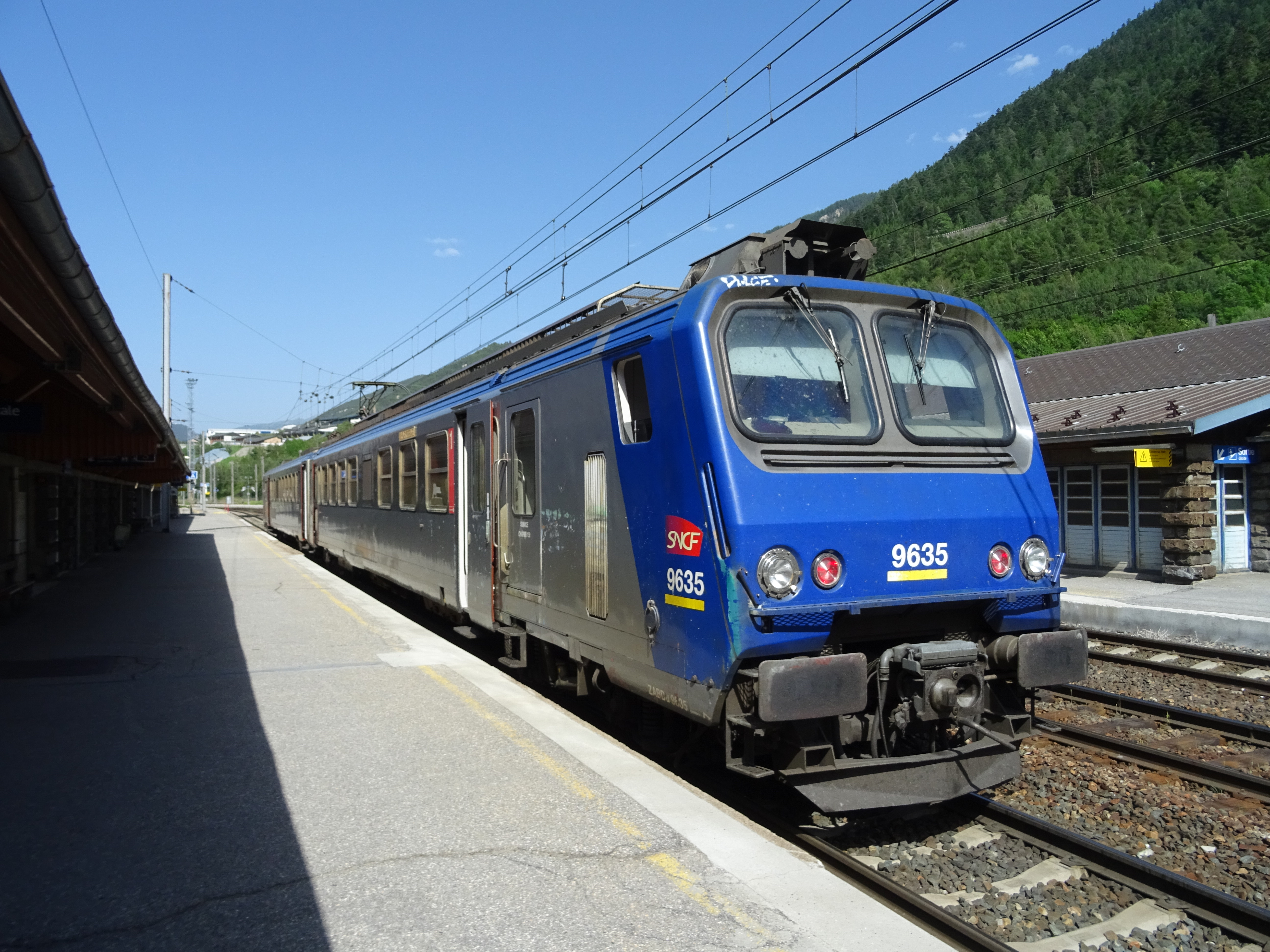
Une automotrice Z 9600 à destination de Chambéry, sur la voie A.
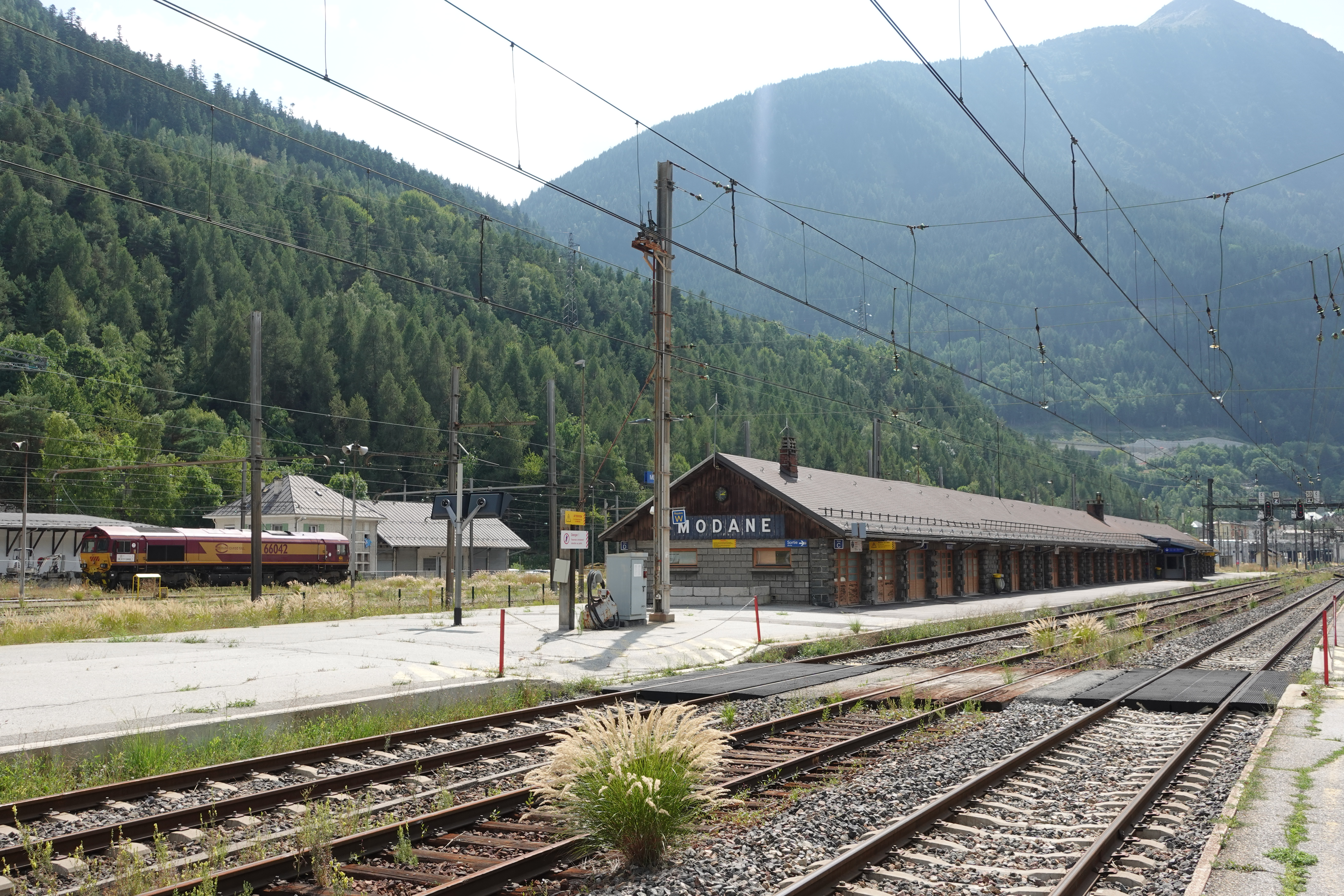
Bureaux administratifs sur le quai (dont ceux de la police italienne), entre les voies C et D.
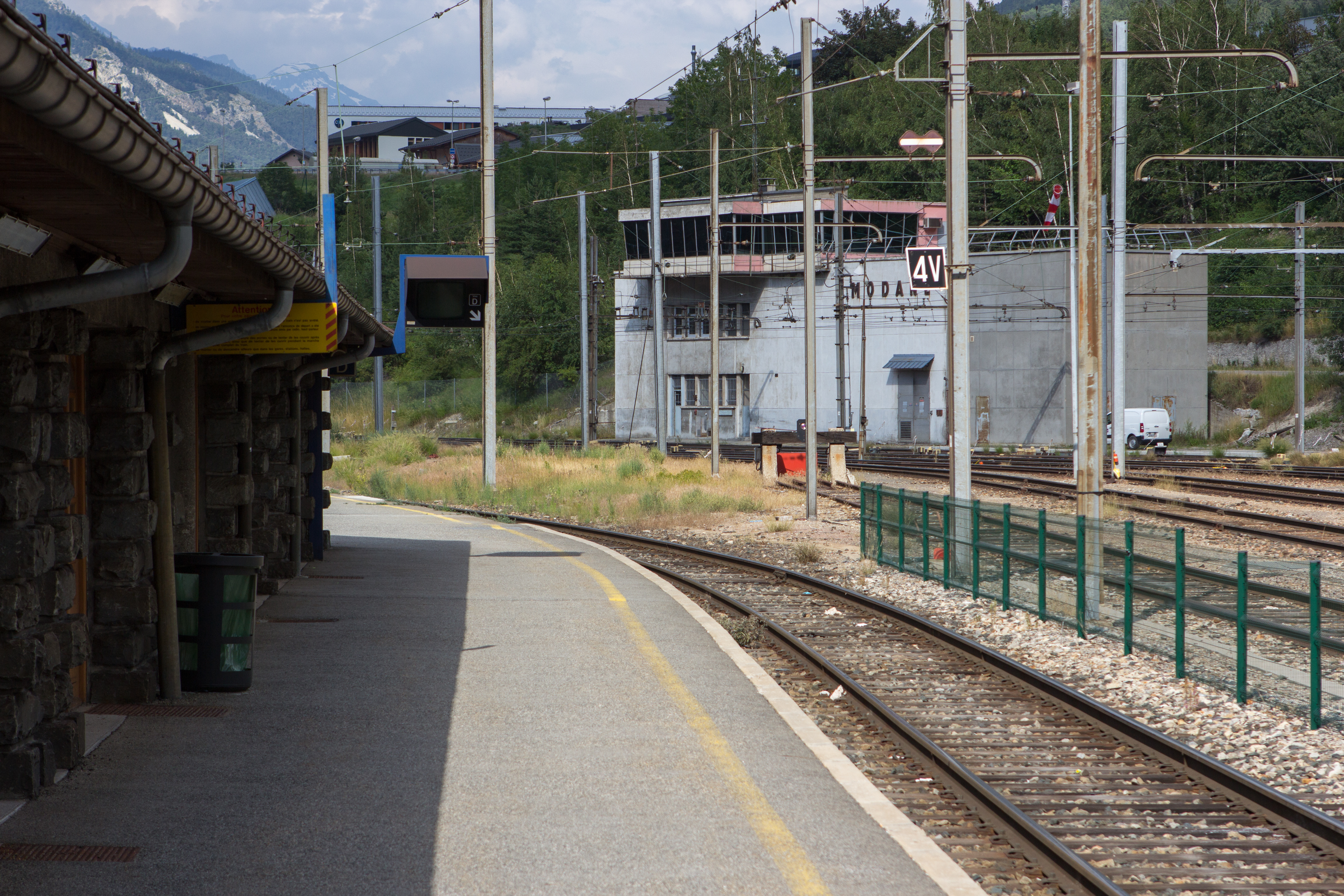
Vue du poste d'aiguillage, à l'extrémité est de la gare.
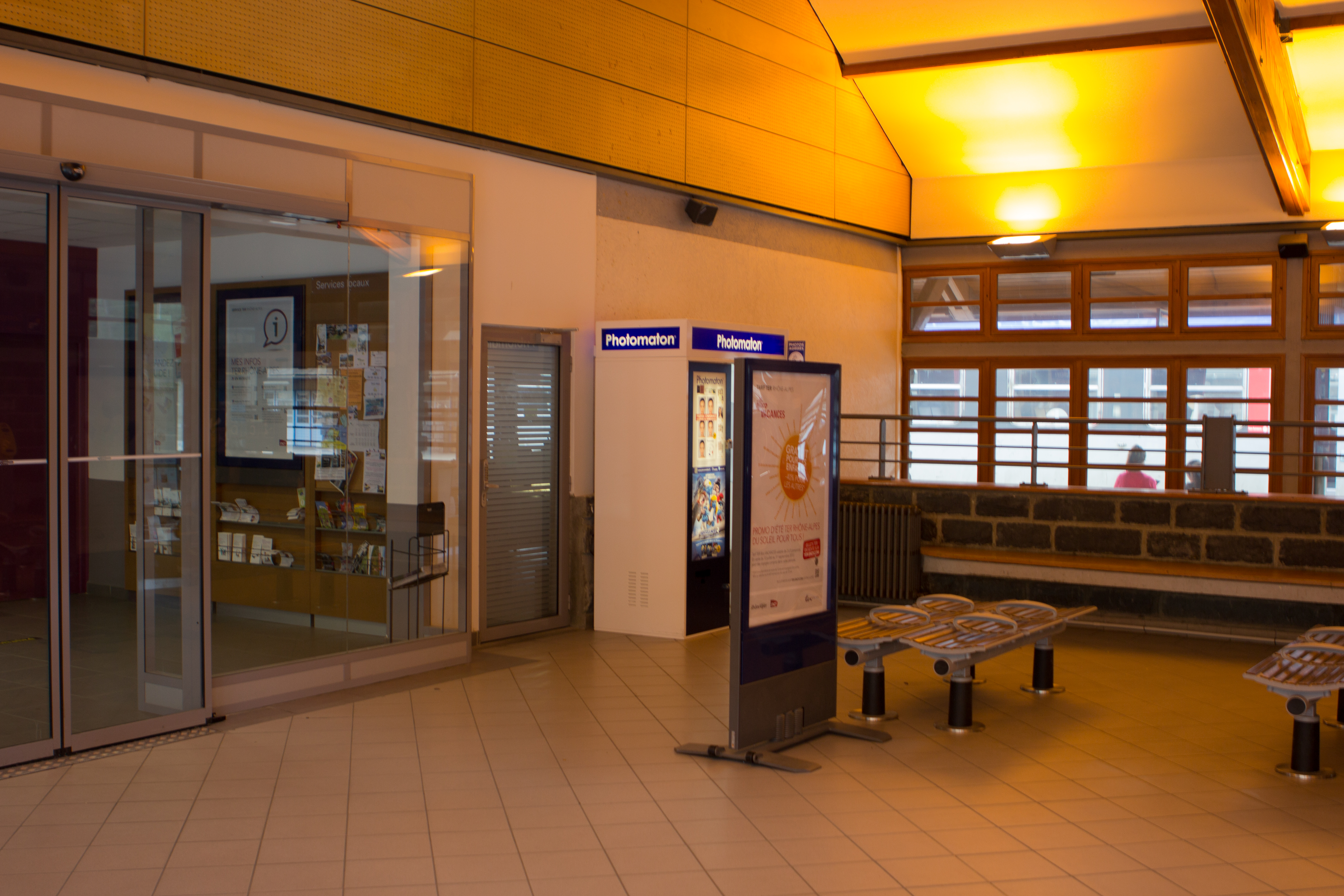
Intérieur du bâtiment voyageurs.
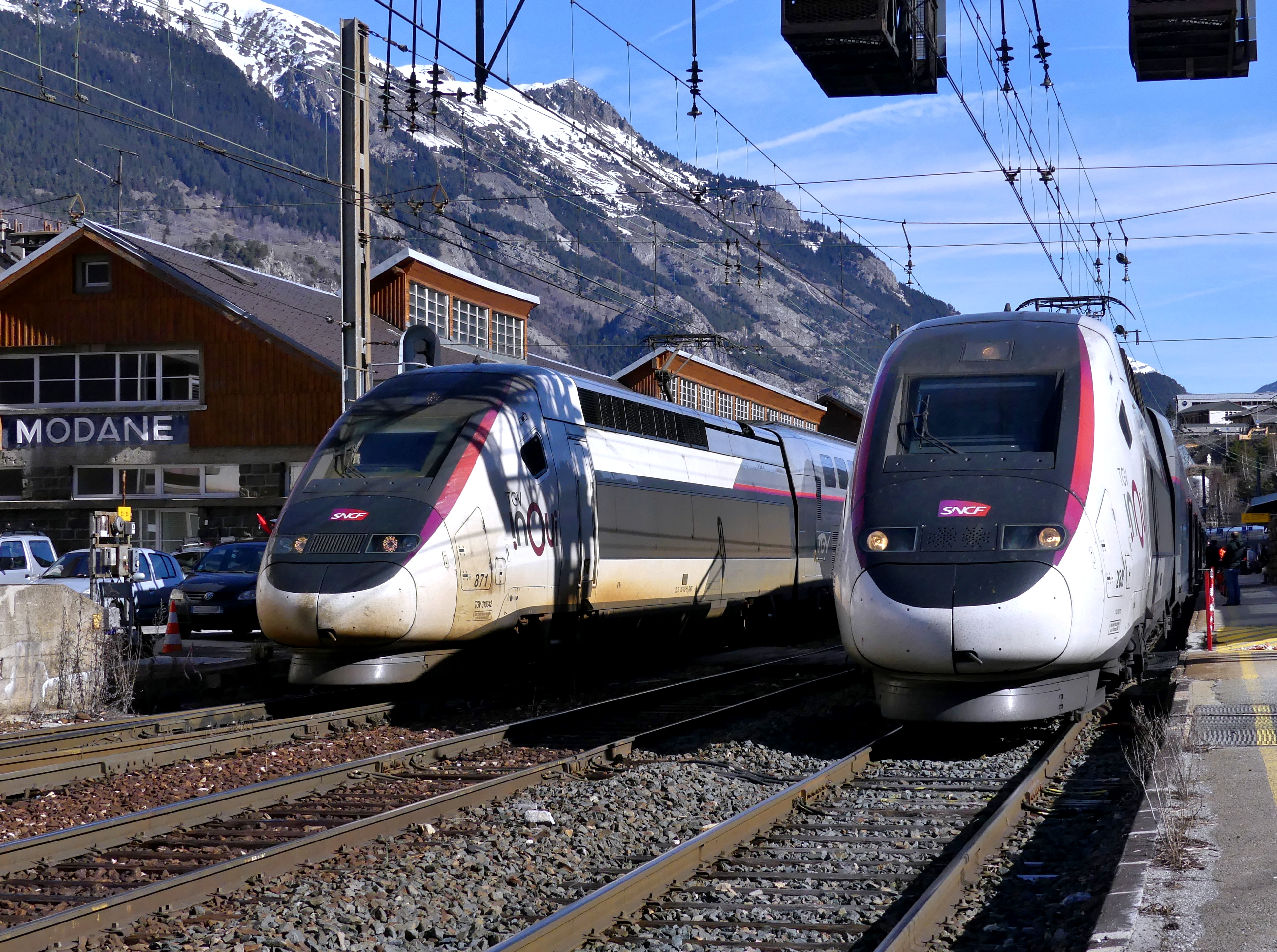
TGV pour Quimper et Paris en hiver.
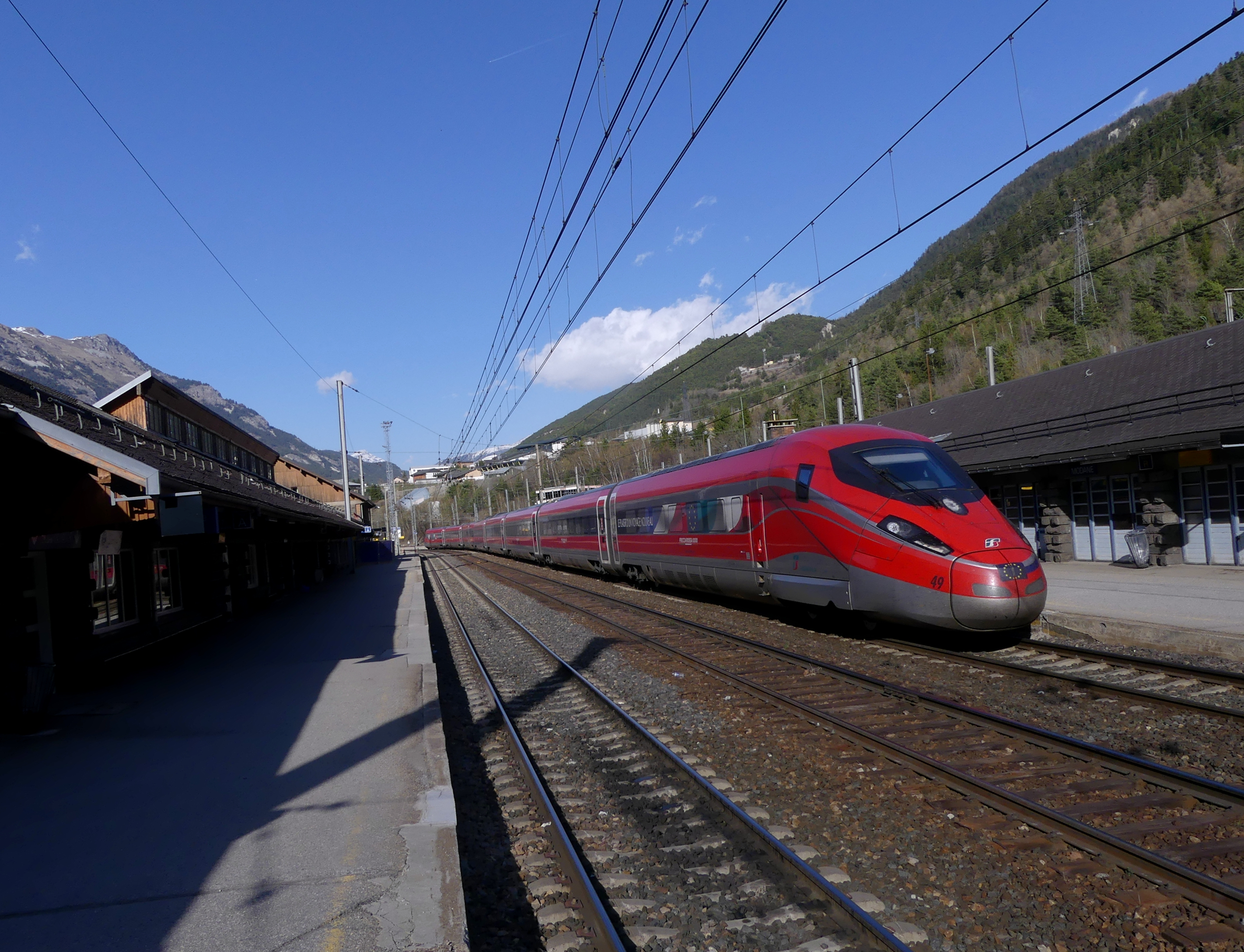
Rame Frecciarossa Milan-Paris en gare.